# Paraxenylla piloua
Paraxenylla piloua är en urinsektsart som beskrevs av ?E. Thibaud, Weiner in Najt och Loïc Matile 1997. Paraxenylla piloua ingår i släktet Paraxenylla och familjen Hypogastruridae. Inga underarter finns listade i Catalogue of Life.